# Новомышастовская
Новомыша́стовская — станица в Красноармейском районе Краснодарского края.
Административный центр Новомышастовского сельского поселения.

## География
Станица Новомышастовская расположена в северо-западной части Краснодарского края, в 28 км от краевого центра, вдоль трассы Темрюк-Краснодар-Кропоткин. Удалённость от районного центра станицы Полтавской — 40 км.
До ближайшей железнодорожной станции Ангелинская — 23 км.

## История
- Статья из ЭСБЕ:

Новомышастовская — станица Кубанской области, Темрюкского отдела; дворов 1151, жителей 7866; 2 школы; усовершенствованных плугов 417, мельниц 22, 3 торгово-промышленных заведения, 29 фабрик и заводов.
Первоначально Мышастовский курень был основан в 1792 году именно на месте современной станицы Новомышастовская. Это место было выбрано отрядом казаков во главе с войсковым есаулом М. Гуликом ещё до общего переселения на Кубань. Однако многие переселенцы были недовольны выбором земель. Причинами были: набеги горцев, отсутствие пресной воды и другие. Большое количество куреней «переехали» на новое место жительства, часть до 1810 года, часть в 1810 году. В 1823 году происходит откат части населения из Мышастовского куреня на старое место жительства, в связи с чем и связывают дату основания станицы.
Станица Новомышастовская была основана в 1792—1793 годах как курень Мышастовский, один из 38 Запорожских куреней переселенных на Кубань в составе Черноморского казачьего войска (ЧKB). При жеребьёвке мест под курень Мышастовскому досталась территория «за 5 верст от Кубани у урочиша Саги», которая оказалась неудобной для поселения ввиду близкого нахождения Черноморской кордонной линии (ЧКЛ), которая постоянно подвергалась нападениям закубанских горцев.
В 1810 году с разрешения таврического генерал-губернатора Дюка де Ришельё жителям Мышастовского куреня было разрешено перебраться на реку Кочеты. На старом месте, на тракте Екатеринодар—Тамань была оставлена почтовая станция, которая продолжала называться Мышастовской. Состояла она из трёх мазанок, огражденным земляным валом. Для усиления границы в 1823 году по указу Войскового правительства было принято решение об усилении Мышастовского куреня и вблизи от него было основано новое куренное селение, которое официально с 9 июня 1827 года было названо Новомышастовским. С северной стороны нового поселения простиралась балка Сулла, с запада балка Капустянка, a с юго-запада — Большой Почтовый Лиман.
В первые десятилетия наряду с пограничной военной и почтовой службой, казаки занимались охотой и рыбной ловлей. Постепенно развивалось и сельское хозяйство, выращивали пшеницу, рожь, гречиху и просо. Большое место занимали в казачьем хозяйстве «прикубанские баги» — сады, разбитые на ранее затопляемых, а потом осушенных местах. В целом же жители Новоышастовского куреня вели почти натуральное хозяйство. Через год после основания куреня был освящен временный церковный дом, а позже построена деревянная церковь Архангела Гавриила с приделом святителя Митрофана с совместной колокольней и особою сторожкою, которая стоила около 16 тысяч рублей серебром (впоследствии эта церковь сгорела).
В первые годы население станицы пополнялось в основном за счёт переселенцев из Черниговской и Полтавской губерний, но были
переселенцы и из других районов Кубани. В конце 20-х годов XIX века в Новомышастовский курень прибыло 10 семей
из Кореновской, 15 из Платнировской, 10 из Дядьковской, 10 из Поповической, 6 из Новотитаровской, 6 из Новоджерелиевской, 2 из Старомышастовской. В начале 1829 года в курене было 325 дворов. В конце 1829 года прибыло ещё 7 семей из Ольгинской и 80 из Екатерининской. Жители охотно принимали к себе на жительство беглых и демобилизованных из армии солдат, активно используя их как дешёвую рабочую силу.
В 1838 году Новомышастовский курень был переименован в станицу Новомышастовскую. В 1861 году население станицы составляло 5550 человек, в станице было 843 двора, из них 55 иногородних. В первой половине XIX века в Новомышастовской появились первые торговые компании — это армянское и еврейское торговые общества, начался некоторый экономический подъём. Если в 1861 году в станице было только одно питейное заведение, то в 1880 году в Новомышастовской работало уже 42 ветряные и водяные мельницы, 4 кузницы, 6 лавок и 18 пасек. Весь юртовый земельный надел в этот период составляет 36039 десятин, население станицы 7297 человек, из них казаков 6635 человек.
В 1865 году в церковной сторожке была открыта первая в станице школа, содержавшаяся на общественные деньги. В школе обучалось 20-25 мальчиков. К 1875 году количество учеников возрастает до 30 человек, кроме детей школу посещают и сотенные начальники, подавляющее число которых неграмотны. В 1880-е годы в станице было построено специальное школьное здание из двух комнат и станичное одноклассное училище. В начале восьмидесятых годов среди прихожан начат сбор средств (по 5 рублей с человека) на постройку новой церкви. В 1885 году, на месте, где в настоящее время расположен станичный парк, была построена Архангело-Гаврииловская церковь, которая обошлась прихожанам в 78 тыс. рублей.
Одновременно в церковной сторожке была открыта одноклассная церковно-приходская школа. Заведующим и законоучителем был священник Ф. Белоусов, учителем — псаломщик Семенов. В этом же году в центре станицы были открыты станичнная одноклассная школа (заведующий,
законоучитель — священник Гливенко, учитель — диакон К. Рязанов). 15-16 сентября 1888 года станичный приход посетил епископ Ставропольский и Екатеринодарский Владимир. 1 октября 1890 года в здании, построенном на средства станичного общества (около 20 тыс. рублей) начала работу 2-классная школа. В октябре 1895 года было освещено вновь устроенное здание для церковно-приходской школы (сейчас это здание принадлежит агрофирме «Россия»). В 1911—1914 годах в станице Новомышастовской было построено ещё 2 здания для одноклассных школ.
В 1889 году в станице был 1151 двор и 7866 жителей, 2 школы, 22 мельницы, 3 торгово-промышленных заведения, 29 фабрик и заводов. Ежегодно на окраинах станицы проходили весенние и осенние ярмарки. За счет общественной казны были построены хлебный магазин и помещение станичного правления. Многое для станицы сделал урядник Сидор Скороход, избранный в 1892 году станичным атаманом.
Под влиянием событий 1905 года в Новомышастовской начинаются волнения. 23 октября 1905 года в станичном храме был проведён молебен «О шайке иногородних и казаков», призывающих всех прихожан оставаться верными престолу, царю, отечеству и христианской вере. В 1906 году для подавления революционных выступлений в Новороссийске были мобилизованны казаки станицы Новомышастовской.
После прибытия в Новороссийск они подверглись сильной агитации со стороны революционеров, в результате 15-й казачий батальон «разошелся по домам…., осталось одно знамя По войску был объявлен позор за дерзость и непослушание…». В годы первой мировой войны 15-ю роту, как штрафников, направили на Кавказский фронт.
4 марта 1917 года в станицу пришло известие о Февральской революции, Яном Полуяном был создан Гражданский исполнительный
комитет.
В 1920 году в станице была установлена Советская Власть. В 1931 году был организован колхоз им. Московской пролетарской стрелковой дивизии и МТС, которой принадлежало 30 тракторов, 5 комбайнов и 2 автомашины. Основными культурами были хлеб, кукуруза, подсолнечник, овощи, табак, клещевина, арахис. Позже в Новомышастовской был образован колхоз «Красный великан», который был разделён на 10 отдельных хозяйств.

## Инфраструктура
Экономика
В настоящее время на территории Новомышастовского сельского поселения находятся ряд крупных организации:
- ЗАО «Птицефабрика Новомышастовская», численность работающих — 230 человек
- Краевая туберкулёзная больница «ГУЗ СТБ», численность работающих — 240 человек.

Предприятия и организации сельского поселения
— объекты здравоохранения −3, из них поликлиника −1, — больница на 25 койко-мест и 20 мест дневного стационара, отделение скорой помощи;
— учреждения образования: 4, в том числе: МОУ СОШ № 10 — обучается 597 учащихся, МОУ СОШ № 12 — обучается 377 учащихся; дошкольные учреждения: МДОУ № 50 — посещают 224 ребёнка, МДОУ № 58 — посещают 82 ребёнка;
— учреждения культуры 4 в том числе: дом культуры, библиотека, сельский клуб х. Прикубанского, детская школа искусств;
— объекты физической культуры и спорта: комплексные спортивные площадки −2, спортивная школа МОУ ДОД ДЮСШ «Юность» (с плавательным) бассейном.
На территории Новомышастовского сельского поселения так же находится пожарная часть.

## Население
| 1939 | 1959  | 1979  | 2002  | 2010    | 2021    |
| ---- | ----- | ----- | ----- | ------- | ------- |
| 6500 | ↗7526 | ↗8040 | ↗9789 | ↗10 032 | ↗11 218 |

## Известные жители
Высокого звания Герой Советского Союза удостоились жители станицы: Григорий Антонович Лойко, Павел Филиппович Крупский, Николай Кириллович Пархоменко. Герой Социалистического Труда: Алексей Гаврилович Темчура.